# جوزيف سام بيري
جوزيف سام بيري (بالإنجليزية: Joseph Sam Perry)‏ هو قاضي ومحامي وسياسي أمريكي، ولد في 30 نوفمبر 1896 في كاربون هيل في الولايات المتحدة، وتوفي في 18 فبراير 1984. انتخب عضو مجلس نواب إلينوي.